# Birtles Shorrock Goble
Birtles Shorrock Goble ibland BSG är en australisk pop- och rockgrupp bestående av de tre sångarna och lyricisterna Beeb Birtles, Glenn Shorrock och Graeham Goble från Little River Band. De går ibland under den förkortade beteckningen BSG. Medlemmarna är kända för sitt omfattande skrivande och framförande av hitlåtar och distinkta sångharmonier.

## 2001-2007: BSG
Den 28 maj 2001 satt Shorrock och Goble vid samma bord vid Australian APRA Awards. En återförening diskuterades först efter att skivproducenten Paul Rodger närmade sig Graeham Goble och Derek Pellicci för att Warner Music ville producera en videokonsert som Eagles 'Hell Freezes Over. Nästa telefonsamtal till Birtles och Shorrock bekräftade att de inte heller var motvilliga till en återförening.
De ursprungliga planerna förutsatte att Birtles, Shorrock, Goble, Pellicci, David Briggs och George McArdle skulle ombildas under bandnamnet The Original Little River Band. Dessa planer motverkades snabbt när den tidigare Little River Band-chefen Glenn Wheatley berättade för Birtles, Shorrock och Goble att saker skulle bli mycket lättare om de kunde reformera på egen hand. De hade överförts av Wheatley och Goble till ett företag som ägs av LRB-gitarristen Stephen Housden utan tillstånd från de andra medlemmarna i bandet.
Wheatley bestämde sig för att de tre sångare/låtskrivare framöver skulle visas som Birtles Shorrock Goble: The Founding Members of Little River Band. ("Inte BSG," sade Shorrock, "det låter som något du får på en kinesrestaurang."
Den reformerade gruppens första offentliga uppträdande inträffade den 1 mars 2002 vid Australiens Grand Prix-ball. Den timslånga spelningen med tolv låtar var en repris på många av deras internationella hits.

## 2008-nu: Framtiden
Sedan 2007 har det inte blivit några fler Birtles Shorrock Goble-uppträdanden. Även om det aldrig har kommit något officiellt tillkännagivande om att Birtles Shorrock Goble upplöstes, svarade Shorrock 2010 när de tillfrågades om de skulle uppträda igen "Nej ... Dörren är låst, men jag har nyckeln ... Jag känner inte att jag måste gå tillbaka och vara gift med dessa killar igen. Vi hade ett stormigt äktenskap [men] ett stort äktenskap."

## Juridiska strider
Fröna till framtida rättsliga konflikter såddes 1987: med ett nytt upplägg och ett nytt inspelningsföretag bildade medlemmarna i Little River Band ett företag som kallades We Two Pty Ltd. De fem bandmedlemmar som fanns vid den tiden var lika stora aktieägare. Bandtillgångar, inklusive namn och logotyp, överfördes till detta företag. Goble erkänner att misstag gjordes:

"Namnet LBG var aldrig 'till salu'. Det gick förlorat för Stephen Housden på grund av ett juridiskt dokument som överförde namnet till We Two Pty. Ltd. Namnet borde ha licensierats, inte överförts. Vi var dåliga och helt omedveten om vad vi lämnade. " Graeham Goble (2005)

När de andra medlemmarna med tiden lämnade bandet, var Stephen Housden 1997 den enda kvarvarande medlemmen och ägaren till We Two Pty Ltd (inklusive rättigheter till namnet Little River Band) gick till honom. Han bildade ett nytt band som med olika medlemsförändringar kallas Little River Band och fortsätter att turnera i Nordamerika.
När Birtles, Shorrock och Goble ursprungligen föreslog att de skulle omformas till The Original Little River Band, hävdade Housden sina rättigheter till namnet och tog saken till Federal Court of Australia. I en överenskommelse bestämdes att Birtles, Shorrock och Goble inte skulle använda varumärket (namnet) eller logotypen som namn på sitt band, utan "har rätt att på ett beskrivande sätt i reklam- och reklammaterial hänvisa till det faktum att de var medlemmar i den ursprungliga uppställningen av Little River Band ".
Att Birtles, Shorrock och Goble förlorade rätten till namnet LRB  kom som en chock för många fans och fick stor uppmärksamhet i australiensiska medier.
Uppgörelsen kom att testas upprepade gånger, inklusive genom blockering av en retrospektiv DVD från Little River Band som sattes ihop av Birtles, Shorrock och Goble. Housden utmanade också sättet på vilket BSG beskrev sin länk till LRB i reklammaterial och inspelningar. Ytterligare rättsliga åtgärder följde i Australien [15] och i USA.